# Bida
Bida é uma cidade do estado de Níger, na Nigéria. Sua população é estimada em 189.178 habitantes.